# Stasanor
Stasanor (Grieks: Στασάνωρ) was afkomstig uit Soloi in Cyprus. Hij was een belangrijke officier van Alexander de Grote. Na diens dood kreeg hij Bactrië en Sogdiana als satrapieën. 

## Officier van Alexander
Stasanor kwam waarschijnlijk in dienst van Alexander na het beleg van Tyrus in 332 voor Christus, maar de eerste keer dat zijn naam wordt vermeld is tijdens de veldtocht in Bactrië, toen hij er door Alexander op uitgezonden werd met een sterk leger om Arsames' opstand in Arië neer te slaan. Hij slaagde in deze missie, en sloot zich weer aan bij Alexander te Zariaspa in de herfst van 328 voor Christus. Hij bracht Arsames met zich mee als gevangene, samen met Barzanes, die door Bessos was aangesteld als satraap van Parthië.

## Satraap

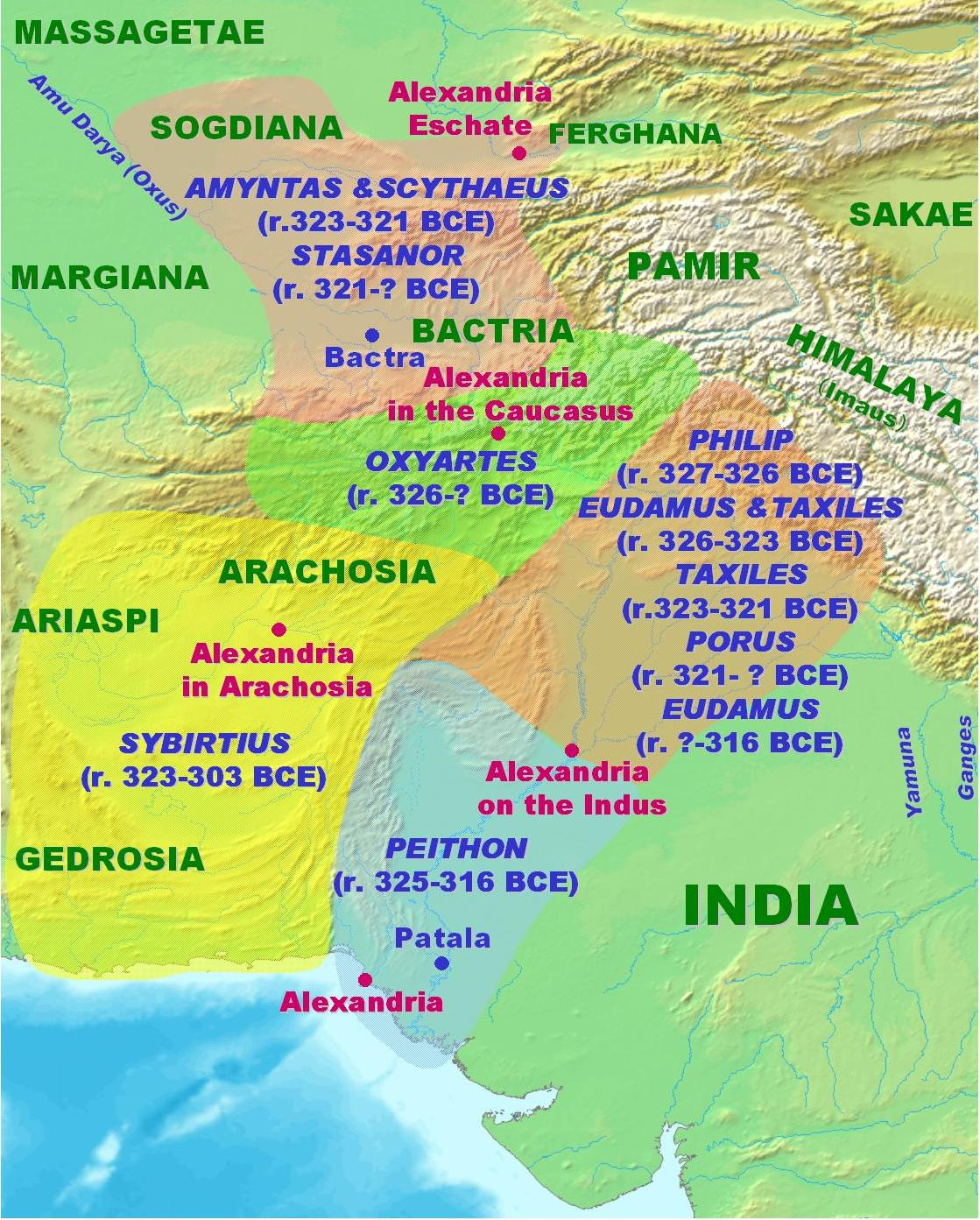
Stasanor was satraap van Bactrië en Sogdiana vanaf 321 voor Christus.

Als beloning voor deze daad kreeg Stasanor de satrapie Arië, maar hij kreeg al snel Drangiana in plaats daarvan. Hij behield deze post gedurende Alexanders volledige veldtocht door India. Bij de terugkeer van de koning was Stasanor een van degenen die hem ontmoetten in Carmania met zeer welkome voorraden, maar keerde snel terug naar zijn provincies om er de leiding weer op te nemen. In de eerste verdeling van de provincies na de dood van Alexander in 323 v.Chr. behield hij zijn vroegere satrapie Drangiana, maar in de daaropvolgende rijksdeling van Triparadisus in 321 v.Chr. ruilde hij het om met de meer belangrijke provincies Bactrië en Sogdiana.
Hier heeft Stasanor voor enkele jaren niets noemenswaardig meer gedaan, hij nam geen deel aan de oorlog tussen Eumenes en Antigonos. Hoewel Stasanor vooral in het voordeel van Eumenes zou hebben gewerkt, vergaf Antigonos hem dit en hij liet hem zijn satrapie behouden. 

## Stasanors einde
Vanaf dit moment verdwijnt Stasanors naam uit de geschiedenis. Maar Justinus zegt dat rond 305 v.Chr. Seleucus Bactrië aanviel en veroverde, waarschijnlijk in een conflict met Stasanor of mogelijk zijn opvolger.